# 옥이네
《옥이네》는 2015년 1월 1일부터 1월 2일까지 KBS 2TV에서 방영된 2부작 특집드라마이다.

## 등장 인물

### 주요 인물
- 류화영 : 한옥 역
- 왕기석 : 한길 역
- 정은표 : 한수 역
- 이현우 : 풍남문 역
- 이하랑 : 안세련 역
- 박상규 : 김관철 역

### 그 외 인물
- 박윤식 : 부장 역
- 안세형 : 야쿠자 리더 역
- 송영길 : 야쿠자 1 역
- 김수영 : 야쿠자 2 역
- 백봉기

## 시청률
시청률조사회사와 지역별로 시청률에 차이가 있을 수 있습니다.
| 제1회       | 1월 1일     | 1.9% | 2.0% |
| 제2회       | 1월 2일     | 1.8% | 1.7% |
| 평균 시청률 | 평균 시청률 | 1.9% | 1.9% |